# Les Derniers Jours de François Mitterrand
Les Derniers Jours de François Mitterrand est un récit biographique écrit par Christophe Barbier, journaliste et directeur de l'hebdomadaire L'Express qui a obtenu le prix Combourg pour cet ouvrage en 2011.

## Historique et présentation
Les Derniers Jours de François Mitterrand est un récit des derniers mois de l'ancien Président de la République. Il dépeint un homme qui, même très diminué, regarde encore la mort en face, revenant sur certains épisodes de sa vie. Il s'interroge en particulier sur des moments difficiles comme son attitude face au régime de Vichy, ses relations avec René Bousquet, les femmes qu'il a connues et celles qui ont marqué sa vie, les amitiés et les fidélités indéfectibles qu'il a pu susciter.
Ce ne sont pas moins d'une centaine de personnes, qui pour la plupart ont bien connu François Mitterrand, qui ont apporté leur témoignage à cet ouvrage qui couvre la période de mai 1995 à janvier 1996 avec de nombreux retours en arrière. Après avoir quitté ses fonctions de Président de la république, François Mitterrand prépare sa sortie, il veut, écrit Christophe Barbier, « bâtir sa propre légende et sculpter sa statue pour l'Histoire ». Du 17 mai 1995 au 8 janvier 1996, il part en voyage à Venise, à Belle-île, à Assouan, jusqu'à Colorado Springs aux États-Unis pour évoquer la guerre froide, ou plus près de chez lui, dans l'église troglodyte d'Aubeterre en Charente. Il est « le dernier à faire de la politique un art et non un métier ».

## Un homme en sursis
Christophe Barbier voit dans cette dernière période de la vie de l'ancien président sa volonté - sinon son obsession - de peaufiner son image pour la postérité. Redevenu simple citoyen, il se place toujours face à l'Histoire. Témoin Georges-Marc Benamou conduisant des entretiens qui deviendront Le dernier Mitterrand ferraillant avec lui sur les ombres de sa biographie, pour l'année 1942 par exemple et sa chronologie controversée. 
L'auteur le voit comme « l'envers de Lamartine », son côté littéraire comme le voit François Nourissier qui a porté plus haut son ambition politique mais a abandonné toute ambition littéraire. François Furet lorgne plutôt vers Adolphe Thiers, et c'est peut-être le drame de François Mitterrand pense Barbier « de rêver d'être Lamartine et choisir d'être Thiers ». C'est dans la sérénité du château de Cormatin vers Macon, lieu lamartinien s'il en est, où il passe toujours en revenant de Solutré, qu'il se recueille, « ce lieu de la lecture et de la méditation ».
Son livre d'entretiens s'appellera finalement Mémoires interrompus, aussi bien contre les Mémoires de guerre que Les Antimémoires d'André Malraux suppute l'écrivain Marc Lambron. On distingue en filigrane l'ombre tutélaire du général de Gaulle, son « anti-ego », deux pôles antagonistes où « De Gaulle et Mitterrand marchent dans l'histoire à contretemps ». En juin 1995, après des échanges aigres-doux sur Bousquet, c'est la rupture avec Elie Wiesel, tandis que paraît leur dialogue Mémoire à deux voix.

## L'été 1995
Au début du mois d'août, quand il sait que la maladie ne le lâchera plus, après une halte à Latche, François Mitterrand passe quelques jours dans sa Charente natale près d'Aubeterre-sur-Dronne, logeant à l'hôtel du Mas du Montet qu'il connaît bien et va se recueillir dans l'église troglodyte. Fin août, il rentre à Paris très fatigué. Désormais, il va tâcher de « négocier » avec la maladie.
Le 13 septembre, il reçoit le ministre Michel Barnier chez lui dans son appartement du 9 avenue Frédéric Le-Play, pour parler Europe et Bosnie. Pour lui, l'histoire est ce qui explique les situations politiques, les guerres ; un jour, il a  rétorqué à Bernard Kouchner : « Vous ne connaissez pas l'Histoire. Aucune décision ne peut être prise en Europe si l'on ne connaît pas l'Histoire ». De même en 1994, il a eu ce jugement percutant : « Le nationalisme, c'est l'opium des imbéciles ».
Il continue de voir régulièrement Georges-Marc Benamou pour écrire ses mémoires et préface le livre poignant de son amie Marie de Hennezel, La mort intime. Fin septembre, il est à Belle-Île dans « une lumière d'équinoxe comme seule la Bretagne sait en inventer, dans la foulée de ses tempêtes, éclairait le paysage... ».

## L'automne 1995
Avant le souci de sauver sa place dans l'Histoire, François Mitterrand veut se positionner face à la mort. Il pense à son amie Violet Trefusis, au film Carrington qu'il a vu récemment, sur la fin de l'écrivain Lytton Strachey et qu'il voit comme une façon de dominer la mort. Pour Laurent Fabius qui venait de publier Les blessures de la vérité, c'est « l'ambivalence qui définit le mieux François Mitterrand », tout individu étant à la fois bon et mauvais, toute situation se situant entre tragédie et espoir. Il n'a pas vraiment goûté le troisième tome de Verbatim de Jacques Attali, qui vient de paraître, et certaines citations que ce dernier lui prête. Revenant sur l'épisode de la réunification allemande, Hubert Védrine écrira : « Si le président a « fait ce qu'il fallait faire », il n'a pas géré la dimension symbolique de la réunification... » Plus tard, il dira son regret de n'avoir pas accompli ce geste symbolique.
Après un colloque aux États-Unis à Colorado Springs organisé par George Bush où il revient sur ses positions lors de la réunification allemande, il reprend la rédaction de son livre sur l'Allemagne où, de nouveau, il se défend d'avoir voulu la retarder. Novembre plutôt calamiteux pour l'ancien président : non seulement s'ouvre le procès de l'assassin de Bousquet qui pourrait avoir de fâcheuses répercussions pour lui et paraît aussi en édition de poche le livre de Pierre Péan, Une jeunesse française, qui réveille de vieilles douleurs.
À travers les figures de Tolstoï et de Dostoïevski, ses deux auteurs préférés, Christophe Barbier y voit deux faces de Mitterrand, un côté Tolstoï « noble, riche et glorieux, voulant ressembler à ses paysans », un côté Dostoïevski « anarchiste et endetté » et qualifie Mitterrand de « starets de l'avenue Le-Play », le starets, moine gourou et martyr, personnage des Frères Karamazov. Après les balades de plus en plus épuisantes au Champ-de-Mars, il retourne à Gordes passer quelques jours avec Anne Pingeot et Mazarine, qui lui rappelle la tradition de leurs « Noëls de Gordes » mais son état de fatigue extrême rend le séjour plutôt maussade.

## La fin de l'année
À Claude Estier venu lui rendre visite, il apparaît « avec une vivacité intellectuelle qui contrastait avec son corps épuisé ». Il relit Montaigne qui se projette dans la mort, écrivant « jamais homme ne se prépara à quitter plus purement et plus pleinement le monde, et ne s'en desprint plus universellement que je m'attens de faire ». Au restaurant Chez Clémentine, le 14 décembre, il parle avec Jack Lang de son prochain voyage en Égypte à Assouan.

## Éditions
- Les derniers jours de François Mitterrand, éditions Grasset & Fasquelle, décembre 2007  (ISBN 2246513324).